# Carrara (cantor)
Alberto Carrara, mais conhecido por Carrara ou King, é um cantor italiano, compositor, arranjador, produtor musical e DJ.
Como cantor, seus maiores sucessos foram "Shine on Dance", "Disco King", "Welcome to the Sunshine" e "S.O.S. Bandido".

## Discografia

### Álbuns de estúdio
1985: My Melody

### Singles
| 1983 | "Disco King"              | — | —  | 42 | —  |
| 1984 | "Shine on Dance"          | 6 | 14 | 17 | 19 |
| 1985 | "Ghibli"                  | — | —  | —  | —  |
| 1985 | "Welcome to the Sunshine" | — | —  | 33 | —  |
| 1985 | "Follow Me"               | — | —  | —  | —  |
| 1986 | "S.O.S. Bandido"          | — | —  | 29 | —  |
| 1987 | "Baby Dancer"             | — | —  | —  | —  |
| 1992 | "You Get Me Down"         | — | —  | —  | —  |